# (21462) Karenedbal
(21462) Karenedbal (1998 HC78) – planetoida z pasa głównego asteroid okrążająca Słońce w ciągu 3,76 lat w średniej odległości 2,42 j.a. Odkryta 21 kwietnia 1998 roku.